# Hajnal Péter
Hajnal Péter (Hódmezővásárhely, 1961. május 17. –) magyar matematikus. A matematikai tudományok kandidátusa (1993). Édesapja, Hajnal Imre (1926–1996) matematikus volt.

## Életpályája
Családjával Szegedre költözött. 1975–1979 között a szegedi Radnóti Miklós Gimnázium matematika szakos osztályába járt. Középiskolásként a magyar matematikai Olimpiai csapat tagja volt. A londoni olimpián (1979) második díjat nyert. A József Attila Tudományegyetemen Lovász László, Totik Vilmos, Turán György oktatták; 1984-ben diplomázott. Az egyetem után egy évig Budapesten az Eötvös Loránd Tudományegyetemen és a Rényi Intézetben tanult; itt Simonovits Miklós és Szemerédi Endre tanította. Amerikai egyetemekről professzorok látogattak Magyarországra, hogy tehetséges diákokat toborozzanak. Ennek következtében a Chicagói Egyetemre került és elméleti számítógéptudományt tanult. Babai László és Janos Simon voltak a témavezetői. Itt 1988-ban végzett. Posztdoktori éveit a Massachusetts Institute of Technologyn, illetve a Princetoni Egyetemen töltötte. Itt ismerkedett meg Füredi Zoltánnal.
Kutatási területe a kombinatorika, az algoritmusok és a geometria határterülete. Ezt kutatja és tanítja. A geometria a rajzolás szeretete miatt áll közel hozzá.

## Díjai
- Rényi Kató-emlékdíj (1983)
- Grünwald Géza-emlékdíj (1990)
- Kalmár László-díj (1993)
- Szele Tibor-emlékérem (2020)[7]